# Foncine-le-Haut
Foncine-le-Haut é uma comuna francesa na região administrativa de Borgonha-Franco-Condado, no departamento de Jura. Estende-se por uma área de 28,95 km². Em 2010 a comuna tinha 1 100 habitantes (densidade: 38 hab./km²).